# Мартынов, Илья Владимирович
Илья́ Влади́мирович Марты́нов (род. 25 января 2000, Ростов-на-Дону) — российский футболист, центральный защитник.

## Биография
Воспитанник академии ФК «Краснодар». 21 августа 2016 года дебютировал в молодёжном первенстве в гостевом матче против «Спартака». В октябре 2017 года британским изданием The Guardian был включён в список 60-ти лучших игроков мира 2000 года рождения. Сыграл один матч в Юношеской лиге УЕФА 2017/18 — 7 февраля 2018 года дома против мадридского «Реала» (0:0; 0:3 пен.). 16 мая 2018 года провёл первый матч на профессиональном уровне, выйдя на 82-й минуте в матче первенства ПФЛ за «Краснодар-2» против «Афипса» (1:0). Всего в молодёжном первенстве сыграл 36 матчей, за фарм-клубы «Краснодар-2» и «Краснодар-3» в ПФЛ — 9 матчей, в ФНЛ — 49 матчей.
В конце февраля 2021 года на правах аренды перешёл в клуб РПЛ «Тамбов», в чемпионате России дебютировал 10 апреля в гостевой игре против «Химок» (0:1).
Сезоне 2021—2022 провел на правах аренды за волгоградский «Ротор». Стал официальным игроком клуба после окончания арендного соглашения.
В 2016—2017 годах играл за сборную России до 17 лет под руководством Дмитрия Ульянова, провёл три матча в элитном раунде отборочного турнира чемпионата Европы 2017. Сыграл во всех шести матчах в отборочном турнире к чемпионату Европы 2019 (до 19 лет) за сборную Андрея Гордеева.